# NGC 3370
NGC 3370 (другие обозначения — UGC 5887, MCG 3-28-8, ZWG 95.19, IRAS10444+1732, PGC 32207) — спиральная галактика (Sc) в созвездии Лев.
Этот объект входит в число перечисленных в оригинальной редакции «Нового общего каталога».
В галактике вспыхнула сверхновая SN 1994ae типа Ia, её пиковая видимая звездная величина составила 15,4.
Галактика NGC 3370 входит в состав группы галактик NGC 3370. Помимо NGC 3370 в группу также входят NGC 3443, NGC 3454, NGC 3455 и UGC 5945.